# Autism Speaks
A Autism Speaks Inc. ( AS ) é a maior organização de defesa do autismo nos Estados Unidos e uma das maiores do mundo. É responsável por financiar pesquisas sobre autismo e promove atividades de conscientização e divulgação voltadas para famílias e governos. A organização foi fundada em fevereiro de 2005 por Bob Wright, quando seu neto foi diagnosticado com autismo.
A organização tem um histórico de polêmicas e controvérsias: mais de 60 organizações de direitos das pessoas com deficiência acusam a organização de não representar pessoas autistas e por práticas predatórias e de monopólio. O movimento de direitos dos autistas e os defensores da neurodiversidade veem o autismo como uma diferença ao invés de uma doença que precisa ser curada e costumam criticar a Autism Speaks por buscar uma cura. Por isso, a palavra "cura" foi retirada da missão da Autism Speaks em 2016.